# 에스팔리옹
에스팔리옹(프랑스어: Espalion)은 프랑스 남부 아베롱주에 있는 코뮌이다.

## 같이 보기
- 아베롱주의 코뮌 목록